# Diaphorodoris papillata
Diaphorodoris papillata is een slakkensoort uit de familie van de Onchidorididae. De wetenschappelijke naam van de soort is voor het eerst geldig gepubliceerd in 1960 door Portmann & Sandmeier.